# 24 ianuarie
ianuarie • februarie • martie  • aprilie  • mai  • iunie  • iulie  • august  • septembrie  • octombrie  • noiembrie  • decembrie
24 ianuarie este a 24-a zi a calendarului gregorian. Mai sunt 341 de zile până la sfârșitul anului (342 de zile în anii bisecți).

## Evenimente

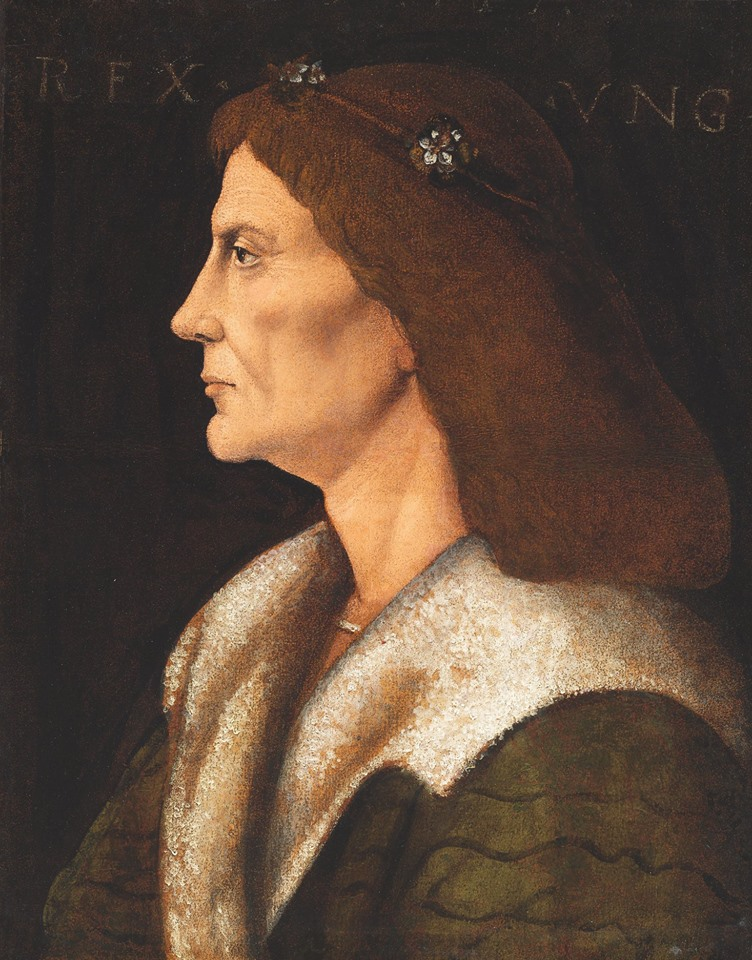
1458: Matia Corvin este ales rege al Ungariei.

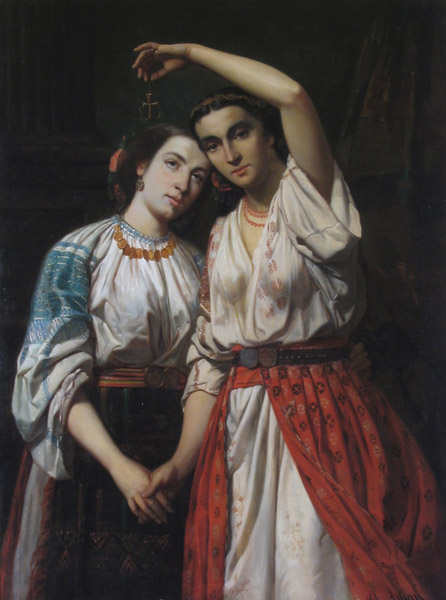
1859: Unirea Principatelor Române, Theodor Aman

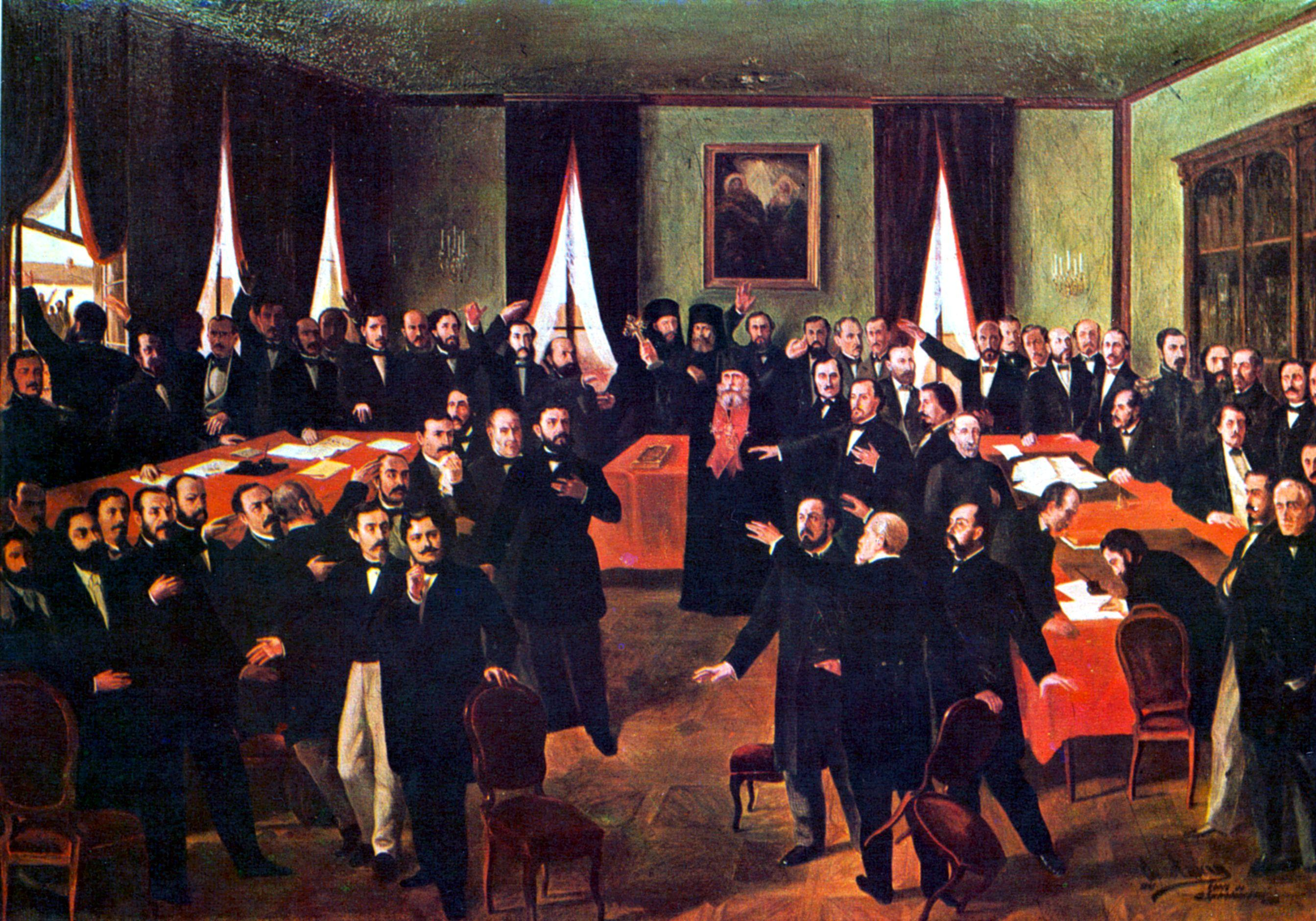
1862: Se deschide primul Parlament unic al României; București este proclamat capitală a României.

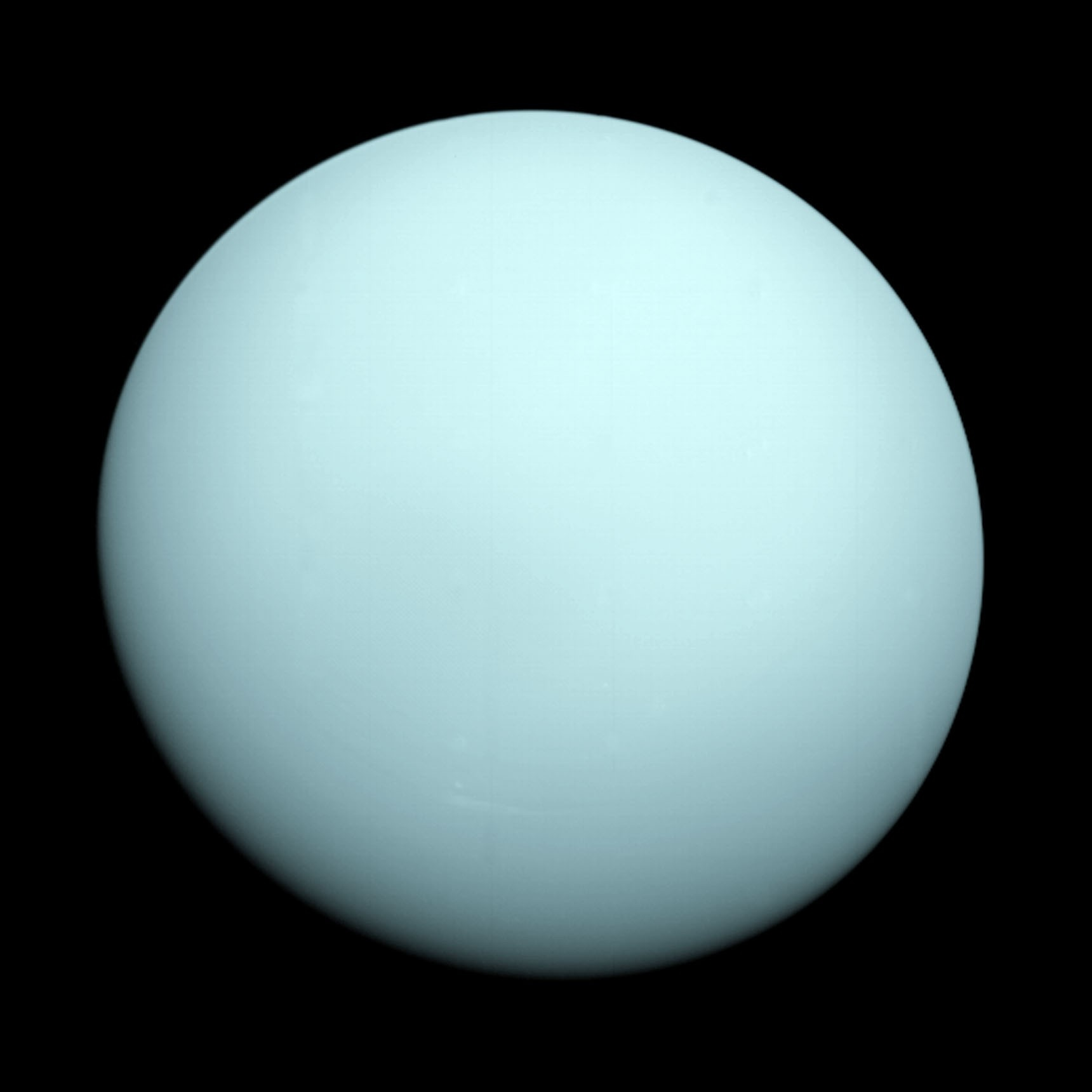
1986: Are loc prima survolare a planetei Uranus (foto), nava spațială Voyager 2 trecând la 81.500 km de planetă.

- 0041: Împăratul roman Caligula, cunoscut pentru excentricitățile sale și pentru despotism, este asasinat de Garda Pretoriană; este succedat de Claudius.[1]
- 1458: Matia Corvin, al doilea fiu al guvernatorului Ioan de Hunedoara, este ales rege al Ungariei.[2]
- 1536: Regele Henric al VIII-lea al Angliei suferă un accident în timp ce se afla la turnir, ceea ce duce la o leziune cerebrală despre care istoricii spun că ar fi putut influența comportamentul său ulterior neregulat și posibila impotență..[3][4]
- 1679: Regele Carol al II-lea al Angliei dizolvă Parlamentul.
- 1742: Carol Albert de Bavaria devine împărat al Sfântului Imperiu Roman.
- 1828: S-a întemeiat, în Grecia, instituția numită Președinția Greciei.
- 1848: La Moara lui Sutter din Coloma, California, s-a descoperit aur; aceasta avea să ducă la Goana după aur din California de la jumătatea secolului al XIX-lea.
- 1859: Adunarea Electivă a Țării Românești se pronunță pentru alegerea ca domn a lui Alexandru Ioan Cuza, realizându-se astfel Unirea Principatelor Române.
- 1862: Deschiderea primului Parlament unic al României la București. Domnitorul Alexandru Ioan Cuza proclamă în mod solemn, în fața Adunărilor Moldovei și Țării Românești, "Unirea definitivă a Principatelor", iar orașul București este proclamat capitala țării.
- 1864: A apărut Legea privind înființarea Curții de Conturi.
- 1882: S-a înființat, la București, societatea "Iridența Română", care, din 1883, s-a numit "Carpați". Societatea a militat pentru ajutorarea românilor transilvăneni.
- 1891: Își începe activitatea, la București, "Liga pentru unitatea culturală a tuturor românilor", care a militat pentru alipirea Transilvaniei și Bucovinei la Regatul României. Liga a publicat mai multe memorii privitoare la situația românilor din Austro-Ungaria.
- 1893: Apare, la București, revista umoristică Moftul român, condusă de Ion Luca Caragiale și Anton Bacalbașa.
- 1915: Apare, la Craiova, revista literară "Drum drept", sub conducerea lui Nicolae Iorga.
- 1924: Orașul rusesc Petrograd este redenumit Leningrad.
- 1932: Desființarea Ordinului Iezuiților în Spania.
- 1939: În Chile are loc un cutremur cu magnitudine 8,3 grade pe scara Richter. Au decedat 28.000 de oameni.
- 1946: Adunarea Generală a ONU adoptă prima rezoluție. Aceasta se referă la utilizarea în scopuri pașnice a energiei atomice și eliminarea armelor atomice sau a altor arme de distrugere în masă.
- 1948: Începe construcția Fabricii de confecții "APACA", din București. La 1 mai1948, fabrica începe să producă.
- 1958: Doi cercetători, Sir John D. Cockcroft (Marea Britanie) și Lewis L. Strauss (SUA), anunță public reușita primei fuziuni controlate a două nuclee atomice ușoare, transformate într-unul greu. Energiile degajate sunt foarte mari, similare cu efectele exploziei unei bombe cu hidrogen.
- 1972: În apropiere de Guam, a fost descoperit soldatul japonez Shoichi Yokoi, care a petrecut 28 de ani în junglă, după ce a aflat în 1952 că Al Doilea Război Mondial se încheiase.
- 1978: Satelitul sovietic Kosmos 954, care avea la bord un reactor nuclear, arde în atmosfera terestră, împrăștiind resturi radioactive deasupra Teritoriilor de Nord-Vest din Canada. Doar 1% este recuperat.
- 1984: Apple Computer pune în vânzare în Statele Unite computerul personal Macintosh.
- 1986: Are loc prima survolare a planetei Uranus, nava spațială Voyager 2 trecând la 81.500 km de planetă.[5]
- 1990: CFSN adoptă prin decretul-lege nr. 40, cântecul Deșteaptă-te, române! drept imn de stat al României.
- 1990: Japonia lansează Hiten, prima sondă lunară a țării, prima sondă lunară robotizată de la Luna 24 a Uniunii Sovietice din 1976 și prima sondă lunară lansată de o altă țară decât Uniunea Sovietică sau Statele Unite.
- 2004: A început desfășurarea proiectului cultural "Orașul de sub oraș", care a constat în spectacole susținute de actorii Teatrului Masca în stațiile de metrou din București.
- 2010: Crina Coco Popescu, în vârstă de 15 ani, a escaladat cel mai înalt vârf al Oceaniei, Carstensz Pyramid (4884 m) din Indonezia, devenind astfel cea mai tânără alpinistă din lume care urcă acest munte. Recordul anterior era deținut de americana, Samantha Larson, care a urcat pe acest vârf în 2007, la vârsta de 18 ani.

## Nașteri
- 0076: Hadrian, împărat roman (d. 138)
- 1444: Galeazzo Maria Sforza, duce de Milano (d. 1476)
- 1679: Christian Wolff, filosof german (d. 1754)
- 1712: Frederic al II-lea, supranumit „cel Mare”, rege al Prusiei, din dinastia Hohenzollern (d. 1786)
- 1732: Pierre-Augustin Caron de Beaumarchais, dramaturg francez (d. 1799)
- 1746: Regele Gustav al III-lea al Suediei (d. 1792)
- 1752: Muzio Clementi, compozitor italian (d. 1832)

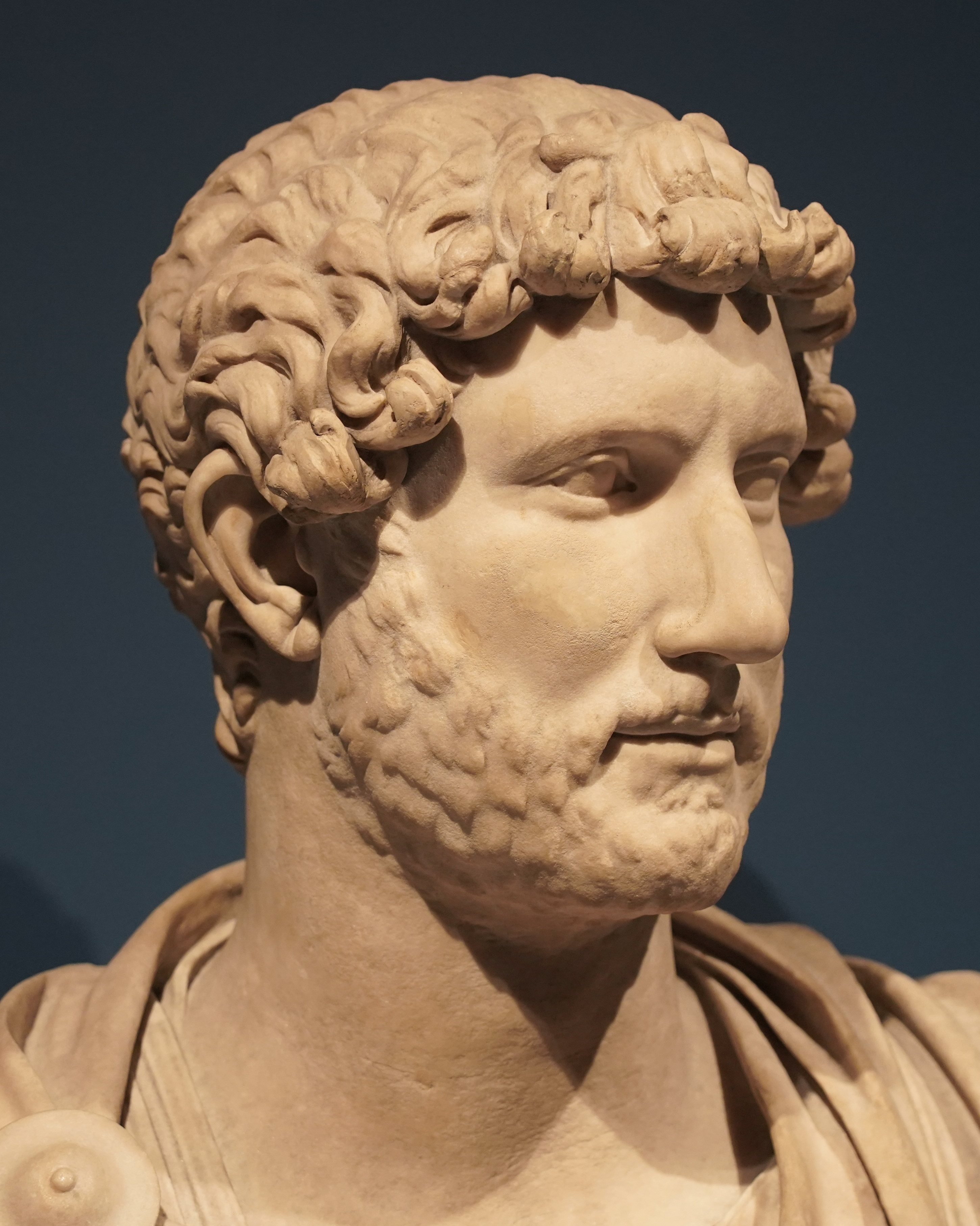
Hadrian, împărat roman
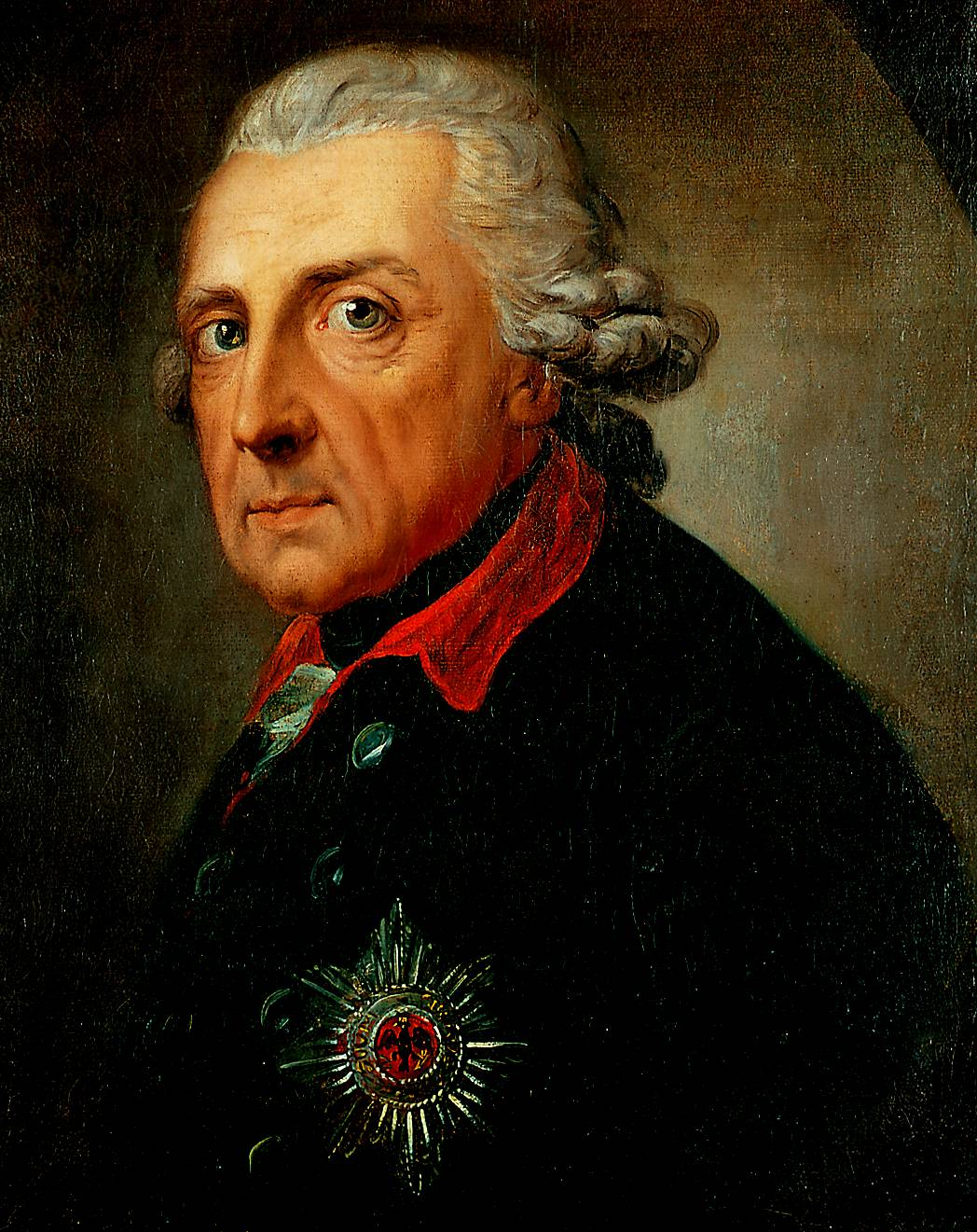
Regele Frederic cel Mare al Prusiei
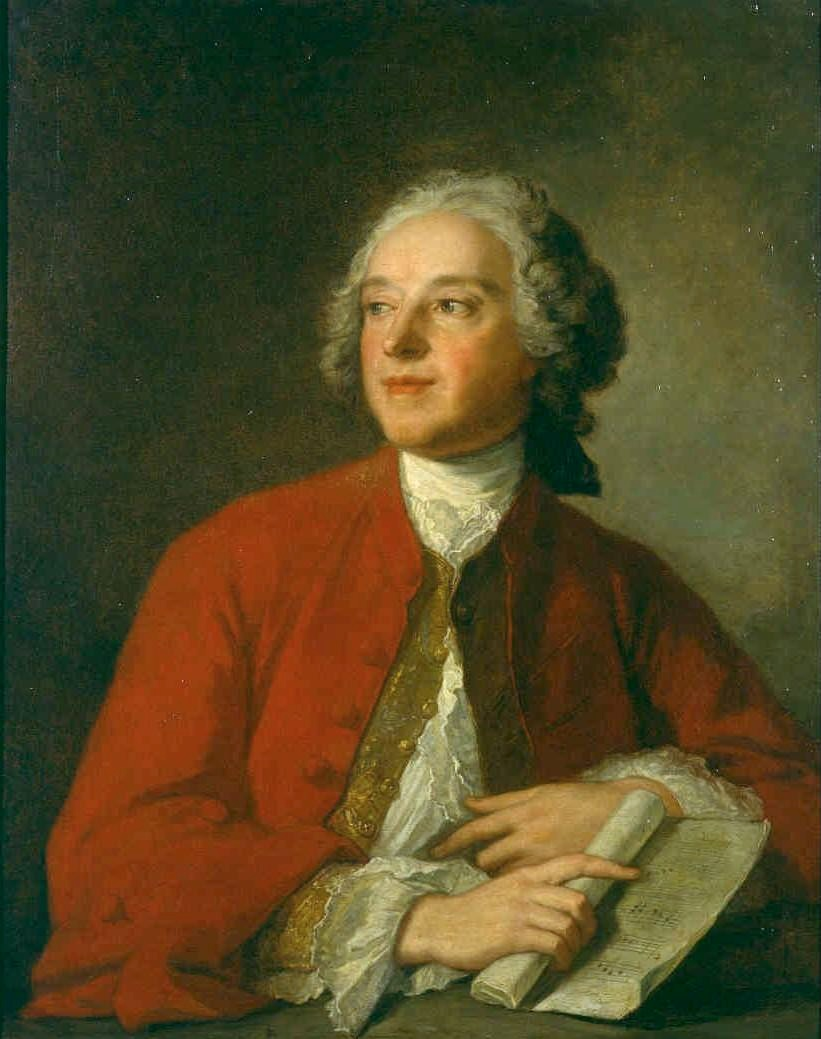
Pierre-Augustin Caron de Beaumarchais, dramaturg francez

- 1776: Ernst Theodor Amadeus Hoffmann, scriitor, compozitor și pictor romantic german (d. 1822)
- 1779: Elisabeta Alexeievna, soția țarului Alexandru I al Rusiei (d. 1826)
- 1811: Henry Barnard, pedagog american (d. 1900)
- 1848: Vasili Surikov, pictor rus (d. 1916)
- 1849: Badea Cârțan (Gheorghe Cârțan), țăran român, luptător pentru independența românilor din Transilvania (d. 1911)
- 1888: Vicki Baum, scriitoare austriacă (d. 1960)
- 1889: Victor Eftimiu, scriitor român (d. 1972)
- 1890: Petre Iorgulescu-Yor, pictor român (d. 1939)
- 1902: Jean Fayard, scriitor francez, câștigător al Premiului Goncourt în 1931 (d. 1978)
- 1905: Grigore Vasiliu Birlic, actor român (d. 1970)
- 1916: Rafael Caldera, profesor universitar, avocat și politician venezuelean, președinte al Venezuelei (1969-1974; 1994-1999), senator (1974-1994), (d. 2009)
- 1921: Sorana Coroamă–Stanca, regizoare română (d. 2007)
- 1922: Blaga Aleksova, arheologă macedoneană (d. 2007)
- 1932: Silviu Stănculescu, actor român (d. 1998)
- 1936: Etsuko Ichihara, actriță japoneză (d. 2019)
- 1941: Neil Diamond, cântăreț, compozitor, actor și muzician american
- 1937: Hans Moser, jucător și antrenor german de handbal, născut în România

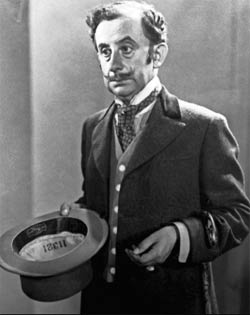
Grigore Vasiliu Birlic, actor român
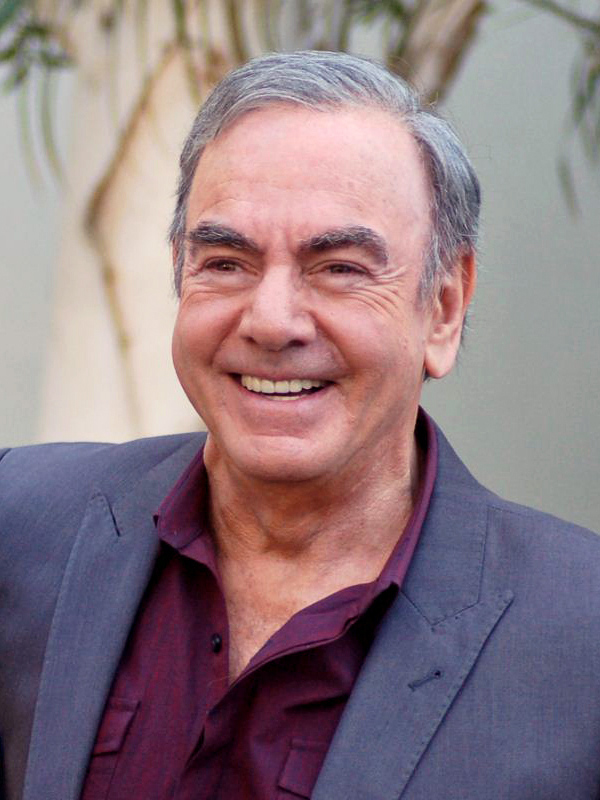
Neil Diamond, cântăreț, compozitor, actor și muzician american
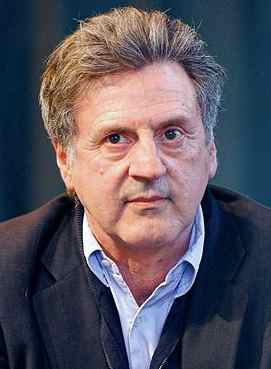
Daniel Auteuil, actor francez

- 1940: Joachim Gauck, activist civic german, președinte federal al Germaniei (2012-2017)
- 1945: Silviu Angelescu, critic literar și prozator
- 1950: Stela Enache, cântăreață română de muzică ușoară
- 1950: Daniel Auteuil, actor francez
- 1956: Laurențiu Damian, regizor român
- 1961: Nastassja Kinski, model și actriță germană
- 1980: Liviu Pleșoianu, politician român

## Decese
- 0041: Caligula, împarat roman (asasinat) (n. 12)
- 0772: Papa Ștefan al IV-lea (n. 720)
- 1002: Otto al III-lea, Împărat al Sfântului Imperiu Roman (n. 980)
- 1595: Ferdinand al II-lea, Arhiduce de Austria (n. 1529)
- 1708: Frederic al II-lea, Landgraf de Hesse-Homburg (n. 1633)
- 1866: Aron Pumnul, cărturar, lingvist, istoric literar și filolog român, fruntaș al Revoluției Române din 1848 în Transilvania (n. 1818)

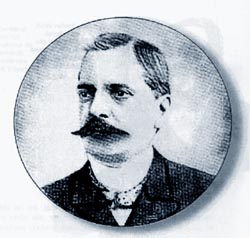
Aron Pumnul, cărturar, lingvist, filolog român
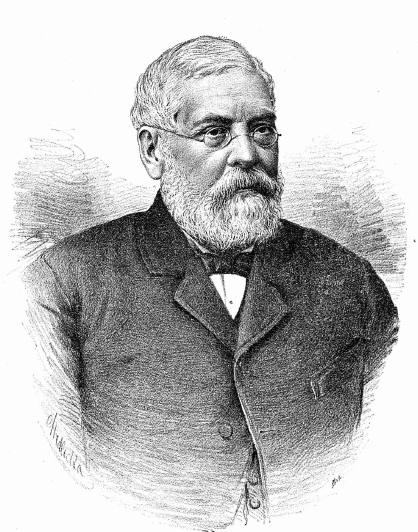
Nicolae Ionescu, publicist, politician român, membru fondator al Societății Academice Române
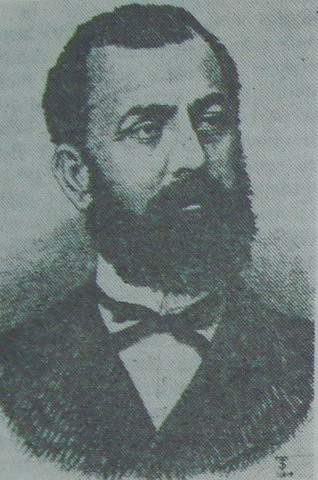
Petre S. Aurelian, politician român, membru al Academiei Române

- 1872: Giulia Centurelli, pictoriță și poetă italiană (n. 1832)
- 1872: William Webb Ellis, cleric anglican, acreditat drept inventatorul rugbiului (n. 1806)
- 1905: Nicolae Ionescu, publicist și politician român, membru fondator și vicepreședinte al Societății Academice Române (Academia Română), (n. 1820)
- 1909: Petre S. Aurelian, politician român, membru titular al Academiei Române și președinte al acesteia între anii 1901-1904 (n. 1833)
- 1920: Amedeo Modigliani, pictor și sculptor italian (n. 1884)
- 1924: Marie-Adélaïde, Mare Ducesă de Luxembourg (n. 1894)
- 1926: Mihail Pherekyde, politician român, ministru de externe (1885-1888), (d. 1842)
- 1960: Edwin Fischer, pianist și dirijor elvețian (n. 1886)
- 1962: André Lhote, pictor francez (n. 1885)
- 1965: Winston Churchill, scriitor și politician britanic, prim-ministru al Regatului Unit (1940-1945; 1951-1955), laureat al Premiului Nobel (1953), (n. 1874)
- 1976: Emil Bodnăraș, lider comunist român, general al Armatei Române și spion sovietic (n. 1904)

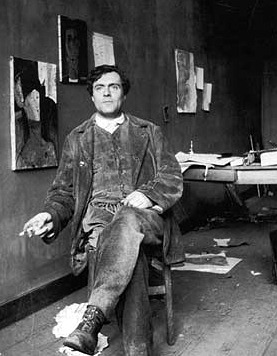
Amedeo Modigliani, pictor și sculptor italian
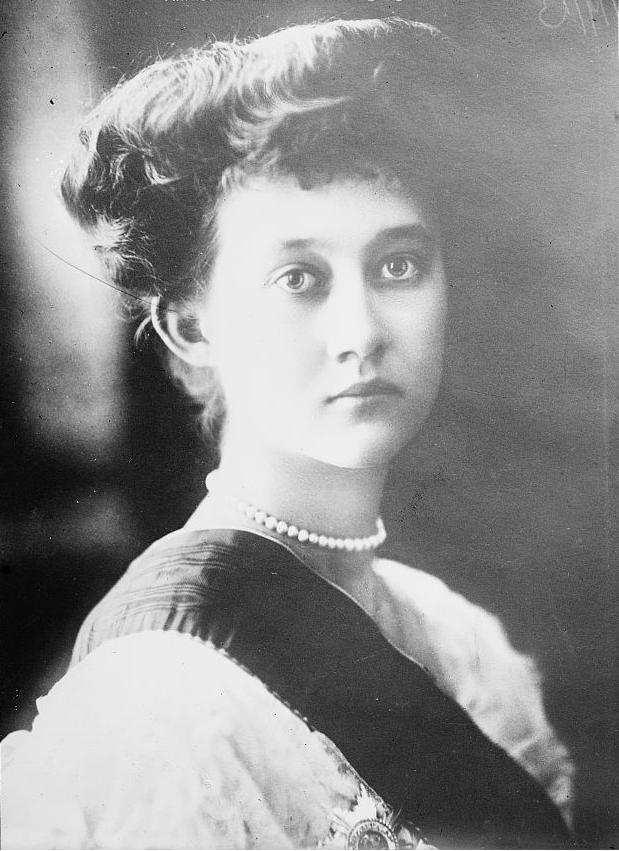
Marie-Adélaïde, Mare Ducesă de Luxembourg
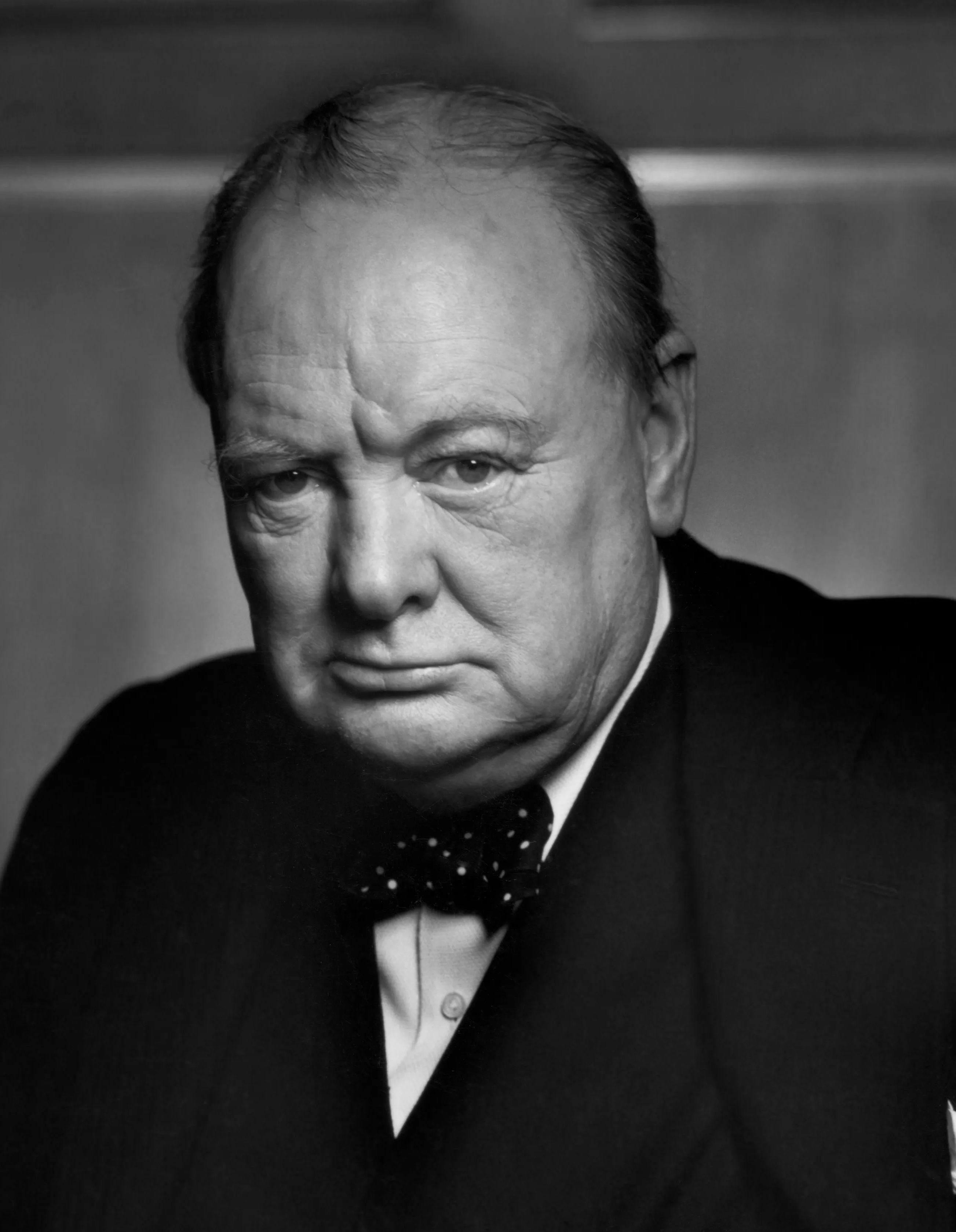
Winston Churchill, politician britanic, prim-ministru

- 1977: Ion Istrati, prozator român (n. 1921)
- 1983: George Cukor, regizor american (n. 1899)
- 2006: Chris Penn, actor american (n. 1965)
- 2010: Horea Popescu, regizor român (n. 1925)
- 2013: Dan Mihăescu, umorist, scenarist și regizor român (n. 1933)
- 2014: Șulamit Aloni, politician israelian (n. 1928)
- 2016: Marvin Minsky, expert american în științe cognitive din domeniul inteligenței artificiale (n. 1927)
- 2017: Dan Grigore Adamescu, om de afaceri român (n. 1948)
- 2020: Rob Rensenbrink, fotbalist olandez (n. 1947)
- 2021: Bruce Kirby, actor american de televiziune (n. 1925)
- 2022: Olavo de Carvalho, polemist, filozof autopromovat, expert politic, astrolog și jurnalist brazilian (n. 1947)
- 2024: Jesse Jane, model american și actriță de filme porno (n. 1980)

## Sărbători
- România: Ziua Unirii Principatelor Române; Ziua Academiei de Poliție
- Cuv. Xenia; Sf. Mc. Vavila, Timotei si Agapie (calendar creștin-ortodox)
- Sf. Francisc de Sales, episcop și învățător al Bisericii (calendar romano-catolic)
- Sf. Xenia; Sf. Francisc de Sales (calendar greco-catolic)